# Bustul dr. Dimitrie Grecescu
Bustul dr. Dimitrie Grecescu este opera în bronz a sculptorului român Ion Dimitriu-Bârlad (1890 - 1964).
Pe soclul placat cu marmură este dăltuită următoarea inscripție:
| DOCTORUL D. GRECESCU BOTANIST, PROFESOR și MEDIC 1841-1910 |

Dimitrie Grecescu (15 iunie 1841 - 2 octombrie 1910) a fost un academician român, botanist, medic, membru titular (1907) al Academiei Române.
Lucrarea este înscrisă în Lista monumentelor istorice 2010 - Municipiul București - la nr. crt. 2288, cod LMI B-III-m-B-19973.
Monumentul este amplasat în fața corpului de clădire al Facultății de Biologie din cadrul Grădinii Botanice situate în Șoseaua Cotroceni nr. 32, sector 6.